# 1720.
◄ | 17. stoljeće | 18. stoljeće | 19. stoljeće | ►
◄ | 1690-ih | 1700-ih | 1710-ih | 1720-ih | 1730-ih | 1740-ih | 1750-ih | ►
◄◄ | ◄ | 1717. | 1718. | 1719. | 1720. | 1721. | 1722. | 1723. | ► | ►►
Arhitektura • Astronomija • Biologija • Glazba • Kazalište • Kemija • Kiparstvo • Knjige • Književnost • Kršćanstvo • Medicina • Politika • Pravo • Promet • Slikarstvo • Znanost

## Rođenja
- 4. studenoga – Jean Baptiste Christophore Fusée Aublet –  francuski ljekarnik, botaničar i istraživač († 1778.)

## Smrti
- 29. prosinca — Maria Margaretha Kirch, njemačka astronomkinja i otkrivačica kometa (* 1670.)

## Vanjske poveznice
|  | Zajednički poslužitelj ima još gradiva o temi 1720. |